# 林檎と蜂蜜 (漫画)
『林檎と蜂蜜』（りんごとはちみつ）は、宮川匡代による日本の漫画作品。『ぶ〜け』（集英社）にて、1998年1月号から2000年3月号まで連載後、『ぶ〜けDX』（同）にて2000年SUMMER増刊号と同年AUTUMN増刊号に掲載され、『Cookie BOX』（同）にて2001年早春号から2008年秋号まで連載。続編の『林檎と蜂蜜 walk』が『Cookie』（同）にて、2009年6月号から2024年1月号まで連載された後、同誌2024年3月号に番外編を掲載。2021年5月時点で電子版を含めたシリーズ累計発行部数は463万部を突破している。作者の宮川の代表作のひとつである。

## あらすじ
ブライダルコーディネーターの渡辺歩が恋愛と仕事を通して、女としても仕事人としても自立と成長をしていく様子を描く。

## 登場人物
- 年齢は初登場時に准ずる

### 主要人物
渡辺 歩（わたなべ あゆみ）
23歳。1975年2月23日生。ブライダル企画課に勤める。企画課唯一の女子。雨の日に自分を濡らしてまで子猫を拾ってきた大西を好きになる。猫アレルギー。今まで好きな人と両思いになったことがない。よく妄想をする。おしりにアザがあるらしい（SEITA談）。
幼稚園から大学までを両親の母校でエスカレータ式で進学。大学時代、チアリーダーをしていた。アメフト部員とチアリーダーのカップルが周りで次々とできる中、男子30人とザコ寝したのに手を出されなかったとして伝説のチアリーダーとなる。ロスに1ヶ月間だけチア留学をしたことがあるが、英語はほとんど話せない。
客のことを第一に考え、後先考えずに突っ走ってしまう癖がある。サロン(現場)で、実際に結婚式を成立させる経験をしたことで、企画だけでは満足できなくなり、サロンへ異動する。その後、チーフに抜擢される。
大西 朋生（おおにし ともき）
1973年4月15日生。A型。歩と同期入社。ヘリコプターのライセンスを持っている。アメリカにいた期間が長いので、難しい漢字が苦手。
6歳の誕生日に両親が交通事故で亡くなり、親戚をたらい回しにされる。7歳の時ダラス在住の知り合いのアメリカ人夫婦に預けられ、それから15年間をアメリカで過ごす。アメリカのセント・ジョンズ大学法学部を卒業後、日本の大学院へ。そこで歩(北海道)と出会い、付き合うが、就職後別れる。
手話・英手話ができ、英語・スペイン語・フランス語が堪能。司法試験・公務員I種試験にも合格している。
ニューヨーク支店へ異動する。アユミの元彼に逆恨みされ、発砲される。その後後遺症で、現場近くに行くと呼吸困難の症状を訴えるようになる。知り合った弁護士に、法律の道へ進むことを勧められ、会社を辞めて再び弁護士を目指すことを決意、コロンビア大学へ入学し勉強し直す。

### 友人
内野 理英（うちの りえ）
歩と同期入社で、企画課のOL。大西が拾った猫・福司(愛称・福ちゃん)を譲り受ける。総合職の(?)歩を羨んでいたが、あることがきっかけで親友となる。大西のことが好きで、そのことで一時期歩と不仲になるが、和解。大西とは何でも話せる友達になる。大学時代はミス・キャンパスに選ばれたこともある。
17歳の時、アルバイト先のコンビニで万引きしたのを、同じくバイトをしていた斉藤に見つかり、脅迫されレイプされる。それがトラウマで不感症となり、その後も何人かと付き合うが長続きしなかった。
福岡から単身赴任してきた吉田のことを好きになり、吉田が福岡に戻る間際に告白。一日だけ限定で奥さんにしてもらい、一度だけ体の関係を持つ。その後妊娠が発覚し、周囲に内緒で出産、シングルマザーになる。
取引先の好物や苦手なものを記憶しており、OLとしてはとても有能で、男性社員からも人気があり、後輩からは憧れの存在となっている。
兄が一人おり、兄嫁の実家は病院である。また、父親は代議士である。選挙では、娘（理英）がシングルマザーであることを明かして大勝利したらしい。

### 会社関係
千葉 一史（ちば かずし）
37歳。サロンの主任。後に課長に昇進。厳しく、無愛想。独身。コワい顔は父親似らしい。姉が一人いる。小学生のころ、父親の仕事の都合でシンガポールにいたことがある。英語が堪能。
歩の暴走ぶりに辟易していたが、徐々に感情が変化していく。大西の存在を知った上で、歩に結婚前提でプロポーズする。その後、会社のキャンペーンガールになったまみと年齢差を乗り越えて付き合うようになる。のちにまみと結婚する。
森村（もりむら）
企画課の課長。千葉とは同じ大学の学部違いで、同期入社。
SEITA
36歳。クチュールデザイナー。歩の会社と独占契約をする。歩の仕事ぶりに惚れる。
アユミ・アレックス・ワタナベ
ニューヨーク支店の社員。父親が日本人。向こう見ずな性格で、大西曰く「N・Yの歩」。
DVが原因で彼氏と別れるが、その後執拗に嫌がらせを受け、そのことを大西に相談。大西のことを好きになる。
斉藤 洋和（さいとう ひろかず）
横浜支社から転勤してきた歩より3期上の先輩。
大学生時代に、バイト先で万引きしていた理英を脅迫、レイプする。本社で理英と再会し、関係を迫る。
吉田 誠一郎（よしだ せいいちろう）
35歳。福岡支社から単身赴任してくる。妻と5歳の娘・彩がいる。
理英に告白され、一度だけ関係を持つ。理英が妊娠・出産したことは知らない。
一度、福岡へ帰るが、2年後にサロンの主任として家族連れで赴任してくる。
吉岡 章（よしおか あきら）
SEITAの事務所で働くデザイナー。いつか独立し自分の店を持つことが目標。大西との失恋で傷ついていた歩を癒し、付き合うようになる。婚約までするが、大西のことを忘れられない歩に気付き、破談。慰謝料を請求する。

### 家族
渡辺 まみ（わたなべ まみ）
歩の妹。高校2年生。あだ名は「まみぞう」。彼氏との恋愛に悩む普通の女の子。
大学生になり、友達と水着を買いに行った時にスカウトされ、グラビアアイドルとしてデビューする。歩の会社のキャンペーンガールになる。初対面で説教してきた千葉のことを好きになる。ちょうどその時期、彼氏にベッドシーンを撮られ脅迫されており、千葉に助けてもらい、付き合うようになる。千葉とは19歳差。のちに千葉と結婚する。
渡辺修一・真砂子
歩の両親。父親は大学教授。
修一が大学講師をしていた時に、真砂子がそのゼミの学生だった。真砂子の父親も大学教授。
内野 幸太（うちの こうた）
理英の子ども。大西に「九州男（くすお）」「釧路」「駄羅巣（ダラス）」などと、妙な名前を付けられそうになる。

## 書誌情報

### 林檎と蜂蜜
- 宮川匡代 『林檎と蜂蜜』 集英社〈マーガレットコミックス〉、全22巻

1. 1998年8月25日発売[7]、ISBN 4-08-848854-7
2. 1999年1月25日発売[8]、ISBN 4-08-847020-6
3. 1999年6月25日発売[9]、ISBN 4-08-847084-2
4. 1999年11月25日発売[10]、ISBN 4-08-847149-0
5. 2000年5月25日発売[11]、ISBN 4-08-847231-4
6. 2000年8月25日発売[12]、ISBN 4-08-847269-1
7. 2001年2月23日発売[13]、ISBN 4-08-847348-5
8. 2001年10月25日発売[14]、ISBN 4-08-847438-4
9. 2002年5月24日発売[15]、ISBN 4-08-847513-5
10. 2002年11月25日発売[16]、ISBN 4-08-847577-1
11. 2003年4月25日発売[17]、ISBN 4-08-847628-X
12. 2003年9月25日発売[18]、ISBN 4-08-847672-7
13. 2004年2月25日発売[19]、ISBN 4-08-847719-7
14. 2004年9月24日発売[20]、ISBN 4-08-847787-1
15. 2005年4月25日発売[21]、ISBN 4-08-847851-7
16. 2005年9月22日発売[22]、ISBN 4-08-847894-0
17. 2006年4月25日発売[23]、ISBN 4-08-846054-5
18. 2006年9月25日発売[24]、ISBN 4-08-846097-9
19. 2007年1月25日発売[25]、ISBN 978-4-08-846138-0
20. 2007年12月25日発売[26]、ISBN 978-4-08-846252-3
21. 2008年7月25日発売[27]、ISBN 978-4-08-846319-3
22. 2009年2月25日発売[28]、ISBN 978-4-08-846388-9

- 宮川匡代 『林檎と蜂蜜』 集英社〈集英社文庫 コミック版〉 既刊10巻（2012年9月現在）
  - 危険な青林檎編（全5巻）
    1. 2011年2月18日発売、ISBN 978-4-08-619218-7
    2. 2011年2月18日発売、ISBN 978-4-08-619219-4
    3. 2011年3月18日発売、ISBN 978-4-08-619220-0
    4. 2011年4月15日発売、ISBN 978-4-08-619221-7
    5. 2011年4月15日発売、ISBN 978-4-08-619222-4

  - 憂鬱な赤林檎編（全5巻）
    1. 2012年2月17日発売、ISBN 978-4-08-619223-1
    2. 2012年2月17日発売、ISBN 978-4-08-619224-8
    3. 2012年3月16日発売、ISBN 978-4-08-619225-5
    4. 2012年3月16日発売、ISBN 978-4-08-619226-2
    5. 2012年4月18日発売、ISBN 978-4-08-619227-9

### 林檎と蜂蜜 walk
- 宮川匡代 『林檎と蜂蜜 walk』 集英社〈マーガレットコミックス〉 全21巻
  1. 2009年9月25日発売[29]、ISBN 978-4-08-846450-3
  2. 2010年6月25日発売[30]、ISBN 978-4-08-846544-9
  3. 2011年7月25日発売[31]、ISBN 978-4-08-846682-8
  4. 2012年6月15日発売[32]、ISBN 978-4-08-846783-2
  5. 2013年3月25日発売[33]、ISBN 978-4-08-845006-3
  6. 2013年11月25日発売[34]、ISBN 978-4-08-845123-7
  7. 2014年11月25日発売[35]、ISBN 978-4-08-845305-7
  8. 2015年7月24日発売[36]、ISBN 978-4-08-845422-1
  9. 2016年3月25日発売[37]、ISBN 978-4-08-845544-0
  10. 2016年11月25日発売[38]、ISBN 978-4-08-845674-4
  11. 2017年7月25日発売[39]、ISBN 978-4-08-845794-9
  12. 2018年2月23日発売[40]、ISBN 978-4-08-845897-7
  13. 2018年11月22日発売[41]、ISBN 978-4-08-844114-6
  14. 2019年5月24日発売[42]、ISBN 978-4-08-844196-2
  15. 2020年2月25日発売[43]、ISBN 978-4-08-844294-5
  16. 2020年9月25日発売[44]、ISBN 978-4-08-844376-8
  17. 2021年5月25日発売[5]、ISBN 978-4-08-844464-2
  18. 2022年1月25日発売[45]、ISBN 978-4-08-844615-8
  19. 2022年9月22日発売[46]、ISBN 978-4-08-844676-9
  20. 2023年5月25日発売[47]、ISBN 978-4-08-844777-3
  21. 2024年3月25日発売[48]、ISBN 978-4-08-843003-4